# Менструація та психічне здоров'я
Менструація та психічне здоров’я тісно пов’язані, оскільки гормональні коливання протягом менструального циклу впливають на настрій, пізнання та емоційне благополуччя. 
Багато жінок відчувають перепади настрою, дратівливість, тривогу та депресію в дні, що передують менструації. Сукупність цих симптомів зазвичай називають передменструальним синдромом (ПМС). У більш важких випадках у людей може розвинутися передменструальний дисфоричний розлад (ПМДР). Цей стан характеризується інтенсивними розладами настрою, когнітивними порушеннями та соматичними симптомами, які мають циклічний характер. Крім того, менструація може погіршити наявні психічні захворювання. Взаємозв’язок між гормональними змінами, нейрохімічною активністю та психологічним здоров’ям стає все більш центром наукового дослідження та публічного дискурсу.

## Передменструальні порушення
Період перед менструацією, відомий як передменструальна фаза, часто пов’язаний з емоційним стресом. Стани, пов’язані з менструальним циклом, включають синдром передменструального напруження, передменструальний дисфоричний розлад і загострення іншого захворювання під час передменструальної фази. 
Менструація пов’язана з низкою психопатологічних симптомів, таких як зниження самооцінки, підвищена тривожність, дисфорія та відчуття переслідування. 
Зміни в поведінці, наприклад, зниження соціальної взаємодії під час менструації, можуть призвести до відчуття самотності та потенційно сприяти розвитку депресії. 
Кілька наукових джерел повідомляють, що психопатологічні симптоми та психічні розлади, такі як психози, суїцидальні нахили , посттравматичний стресовий розлад  і адиктивна поведінка , як правило, посилюються під час менструації.  
Варіації рівня гормонів яєчників також пов'язані з наявністю симптомів, пов'язаних з розладами харчування.    Деякі комплексні дослідження показали, що жінки мають більш високий ризик вчинити самогубство під час менструації. 
Симптоми, що виникають під час менструації, можуть суттєво вплинути на психічне здоров’я та призвести до тяжких наслідків.  

### Синдром передменструального напруження
Синдром передменструального напруження — це стан, що характеризується певними метаболічними, екологічними або поведінковими факторами, які виникають під час лютеїнової фази менструального циклу. Він призводить до повторюваних соматичних, поведінкових або афективних симптомів, які порушують повсякденне життя людини. 
Незважаючи на те, що якість досліджень і їх висновки в цій галузі можуть відрізнятися, жінки зазвичай повідомляють про такі симптоми, як перепади настрою, депресія, напруга, дратівливість і гнів, які виникають перед менструацією. 

### Передменструальний дисфоричний розлад
Передменструальний дисфоричний розлад — це афективний розлад, що характеризується емоційними, когнітивними та соматичними симптомами, які постійно виникають у дні, що передують менструації, і поступово зникають незабаром після її початку. Ці соматичні симптоми включають біль у суглобах, переїдання та млявість, тоді як когнітивні симптоми включають забудькуватість і труднощі з концентрацією. Симптоми, пов’язані з настроєм, включають дратівливість і депресію. 
Дослідження з оцінки використання комбінованих оральних контрацептивів, що містять як прогестерон, так і естроген, продемонстрували їхню ефективність у полегшенні симптомів передменструального дисфоричного розладу. 

### Супутня патологія
Психотичні симптоми, як правило, посилюються, коли рівень естрогену падає під час передменструального періоду, що призводить до збільшення кількості психіатричних прийомів жінок із шизофренією перед і під час менструального циклу. 
Іншим фактором, що сприяє вищій частоті виникнення шизофренії у жінок середнього віку, може бути зниження рівня естрогену, пов'язане з менопаузою. 
У жінок з біполярним розладом (особливо ІІ типу) часто зустрічаються передменструальний синдром і передменструальний дисфоричний розлад.  У тих жінок, які відчувають ці передменструальні стани, біполярні афективні симптоми та перепади настрою можуть бути більш серйозними. 

## Менструальний психоз
Менструальний психоз був задокументований в середині ХІХ століття і широко обговорювався в численних статтях. Однак сучасні психіатри не визнають і не діагностують його. Найперші чіткі клінічні описи цього стану з’явилися у французькій літературі приблизно в 1850 році, а більшість добре задокументованих випадків з’явилося в німецькій літературі між 1880 і 1930 роками. 
За словами британського психіатра Яна Брокінгтона, діагностика менструального психозу вимагає дотримання певних критеріїв, включаючи симптоми, що повторюються синхронно з менструальним циклом, гострий початок на тлі нормального стану, короткий період із наступним повним одужанням і наявність психотичних ознак, таких як марення, галюцинації, сплутаність свідомості, мутизм, ступор або маніакальний синдром.   

## Вплив повсякденного життя
Менструація впливає на повсякденне життя багатьох людей, не тільки з певним психічним розладом. 
Опитування, проведене за участю понад 42 000 жінок, показало, що звичайні менструальні симптоми, такі як стрес і втома, значною мірою впливають на жінок у повсякденному житті.  Ці симптоми означають, що люди повинні заздалегідь підготуватися до свого життя через можливі виклики, з якими вони можуть зіткнутися. У середовищах високого тиску, таких як робоче місце чи школа, менструація може спричинити додатковий стрес і вплинути на продуктивність і залученість.  Менструація може становити щоденні проблеми, які впливають на те, як хтось може виконувати свій звичайний розпорядок дня.
Крім того, менструація викликає додатковий стрес через доступ, який хтось може мати до менструальних продуктів і медичних послуг. 
Соціально-економічні чинники відіграють важливу роль у доступі до цих продуктів і тому, чи є у когось належні засоби для боротьби зі своїми менструальними симптомами та порушеннями менструального циклу.  Люди можуть відчувати рясні менструальні виділення або мігрень і можуть не мати доступу до лікування, якщо вони мають нижчий соціально-економічний статус, що проявляється в період бідності. Ці розбіжності показують, як на проблеми психічного здоров’я, пов’язані з менструацією, може вплинути соціальний та економічний статус.  

## Дивіться також
- Психічні розлади пологів